# Bonifacio Ferrero
Bonifacio Ferrero (ur. w 1476 w Bielli, zm. 2 stycznia 1543 w Rzymie) – sabaudzki kardynał.

## Życiorys
Urodził się w 1476 roku w Bielli jako syn Sebastiana Ferrary i Tomeny Avogadry (jego bratem był Gianstefano Ferrero). W młodości został kanonikiem kapituły w Vercelli, a następnie jej proboszczem. Dzięki naciskom jego ojca, Aleksander VI zwrócił uwagę na Ferrera i 28 lipca 1497 roku nadał mu prawo do objęcia w przyszłości biskupstwa Ivrea. Zezwolenie nabrało mocy prawnej w 1499 roku, jednakże Ferrero przejął diecezję jako administrator apostolski, ze względu na nieosiągnięcie wieku kanonicznego. W 1505 roku przyjął sakrę. Cztery lata później zrezygnował z zarządzania diecezją, zostając jednocześnie biskupem Vercelli. W 1511 roku zrezygnował z diecezji Vercelli i ponownie został biskupem Ivrei. 1 lipca 1517 roku został kreowany kardynałem prezbiterem i otrzymał kościół tytularny SS. Nereo e Achilleo. Rok później po raz drugi zrezygnował z zarządzania diecezją Ivrea. 12 grudnia 1533 roku został podniesiony do rangi kardynała biskupa i otrzymał diecezję suburbikarną Albano. Przez krótki czas pełnił funkcję administratora diecezji Vercelli oraz legata papieskiego w Vicenzy i Bolonii. Zmarł 2 stycznia 1543 roku w Rzymie.